# Grutas de Tolantongo
Las Grutas de Tolantongo son un conjunto de cuevas y grutas localizadas en el municipio de Cardonal, en el estado de Hidalgo, México. Cuenta  una gruta principal en la que fluye agua hacia el río Tolantongo, y también hay un túnel más pequeño, de aproximadamente 40 metros, ambos en la misma pared de la Barranca de Tolantongo. Desde la gruta principal fluyen aguas termales hasta el río, donde se encuentran dos complejos turístico distintos; estos cuentan con áreas de campamento, varias albercas, restaurantes, hoteles, cabañas, tiendas y áreas de esparcimiento.

## Toponimia

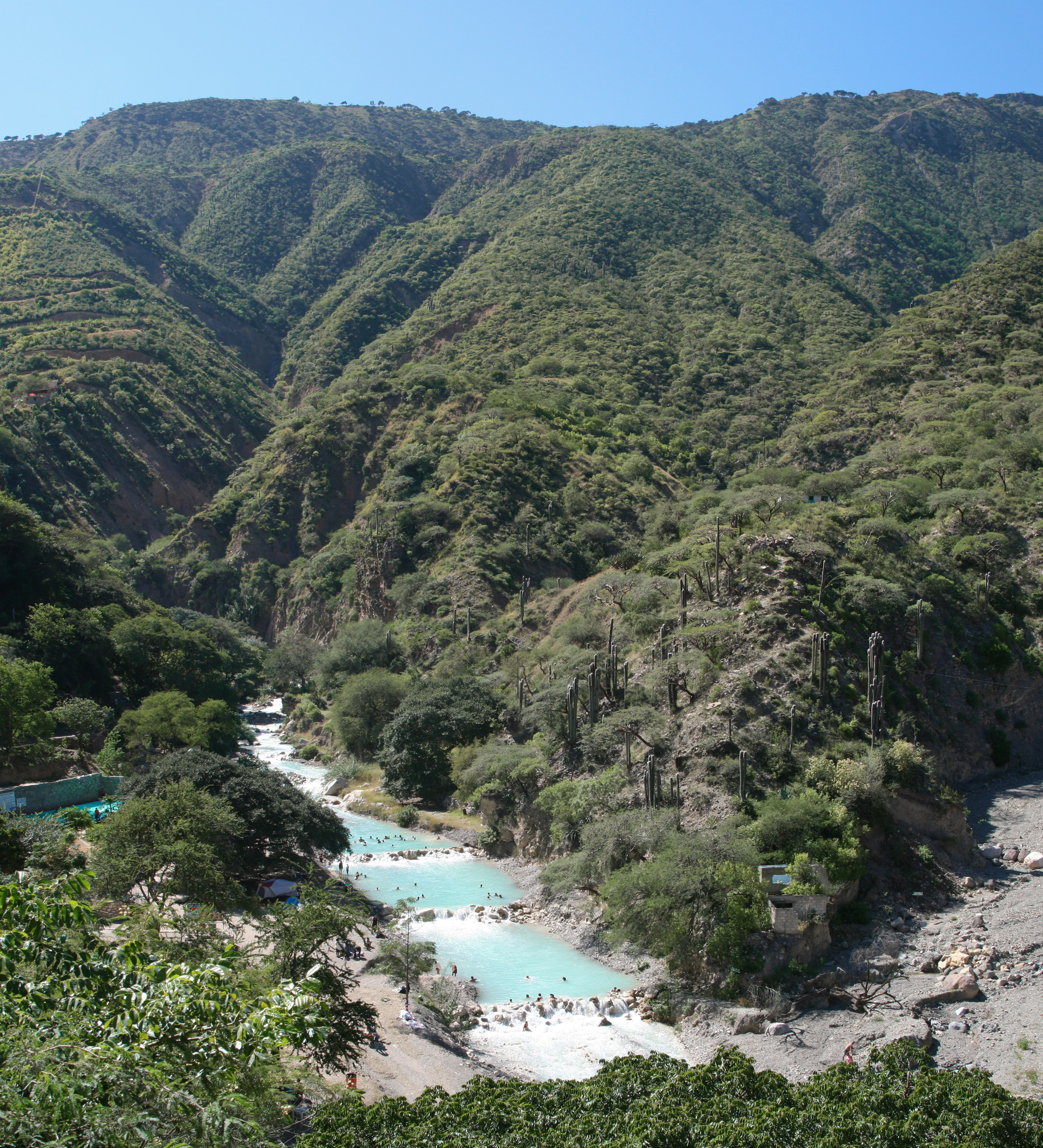
Panorámica de Tolantongo.

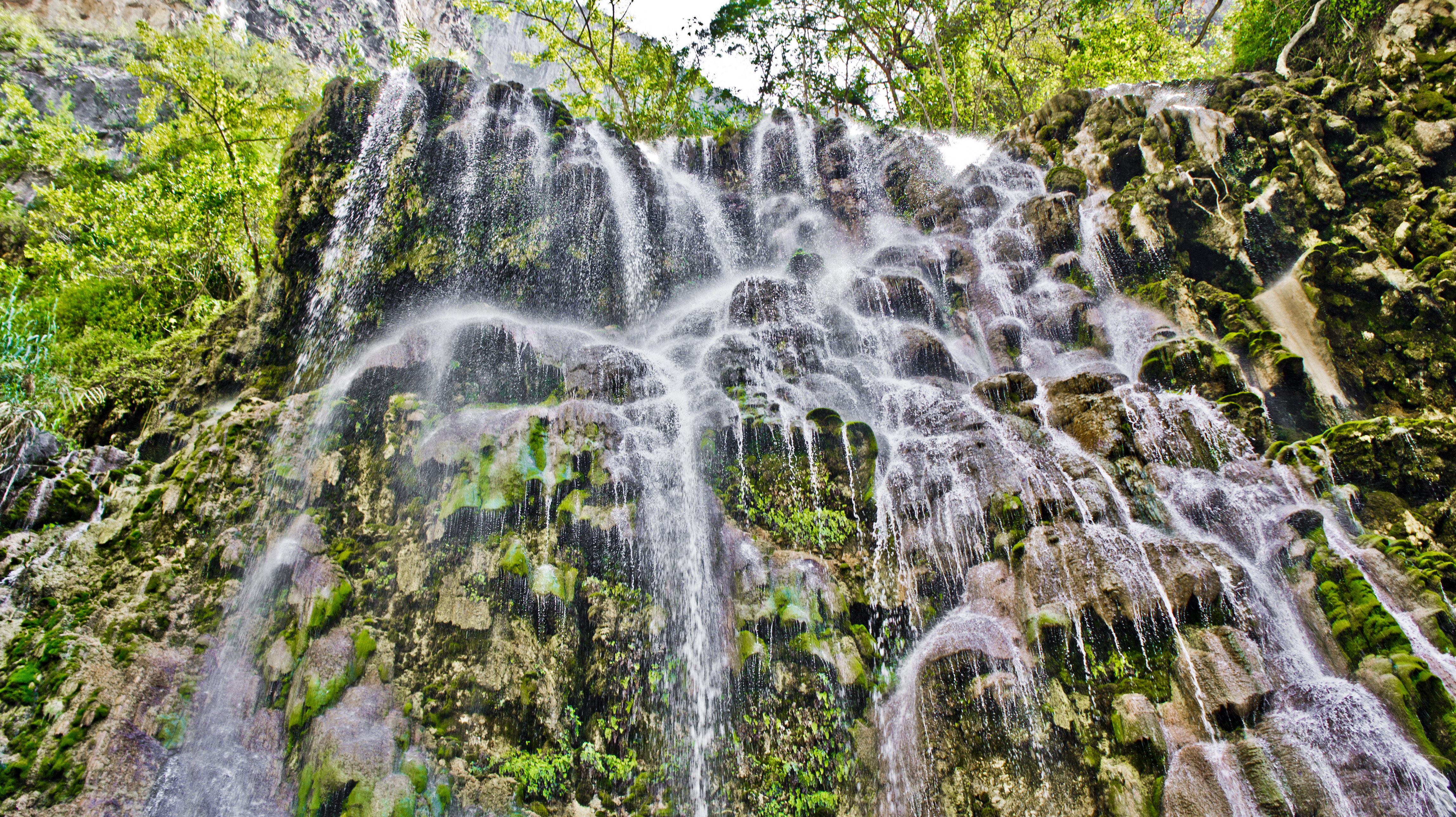
Una de las cascadas.

El significado etimológico de "Tolantongo" se encuentra en polémica. En su libro “Lo que el viento nos dejó: hojas del turruño hidalguense”, el periodista Enrique Rivas Paniagua da la siguiente explicación:

... los vecinos de Itzmiquilpan y Cardonal lo llaman Tonaltongo ... pero en 1975 cuando el edén fue descubierto y promovido por la revista "México Desconocido" a su director Harry Möller sencillamente le dio por escribir el topónimo como Tolantongo....y de esta manera empezó a quedarse "oficialmente" Tolantongo.
Enrique Rivas Paniagua, “Lo que el viento nos dejó: hojas del turruño hidalguense” (2008).

Rivas Paniagua, señala que Tonaltongo deriva del náhuatl tonalli (“calor de sol”), es decir "Donde se siente calorcito". Además de aportar tres referencias para sostener el nombre Tonaltongo; la primera un mapa de Hidalgo de los años 1930; la segunda un legajo de 1804, en el ramo de Tierras del Archivo General de la Nación; y la tercera una referencia del libro “Ensayo histórico geográfico-estadístico del distrito de Itzmiquilpan” de Luis A. Escandón publicado en 1891.
Es posible que el artículo de la revista "México Desconocido" no fuera el primero en promover el nombre de Tolantongo. Ya que en 1950, la revista científica "Anales del Instituto de Biología" de la UNAM, hizo referencias a trabajos científicos realizados en la zona en 1942 y 1946 donde se da el nombre de Tolantongo. Aunque en las ocasiones que el artículo de la revista menciona el nombre Tolantongo, escribe inmediatamente después entre paréntesis Tonantongo.
La palabra Tolantongo, está integrada por tres elementos: Tolan -ton y -go. La palabra Tolan, que a veces se escribe con la geminada doble ele ll, significa "juncia o espadaña"; así se tradujo en el libro: “Vocabulario en lengua castellana y mexicana” de Alonso de Molina, y agrega "planta como cañas para hacer petates". Frances Karttunen señala que esta raíz aparece en muchos nombres de lugares, como por ejemplo Tula, en el mismo estado de Hidalgo. El elemento ton agrega una connotación despectiva a sustantivos de la lengua náhuatl y aquí se usa para nombrar una especie de junquillo (illo = despectivo) de poco valor (Tolanton). Finalmente, el elemento go o, a veces en ciertas variantes de la lengua, aparece como co que significa “lugar de”; por lo tanto Tolantongo significa "lugar de junquillos".  
En náhuatl se usa la palabra Tonal para referirse al dios Sol y no al calor. Además de otros varios significados como el doble animal o animal compañero de una persona o una de las tres entidades anímicas de un individuo. Parecería sumamente extraño dada la veneración de los nahuas al dios Sol (Tonal) que siguieran la palabra Tonal del elemento "ton" (despectivo).

## Geografía

### Geología

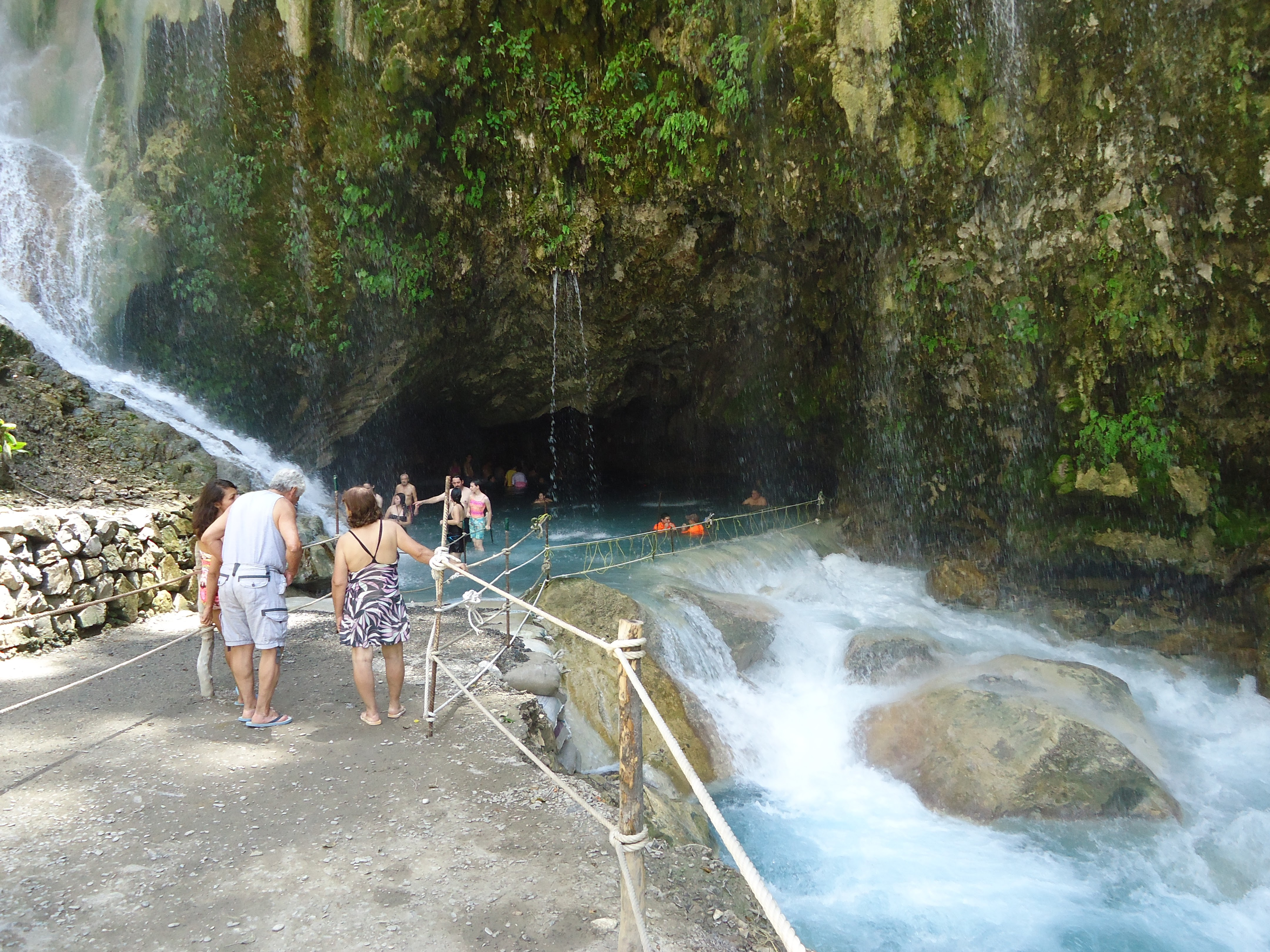
Gruta principal.

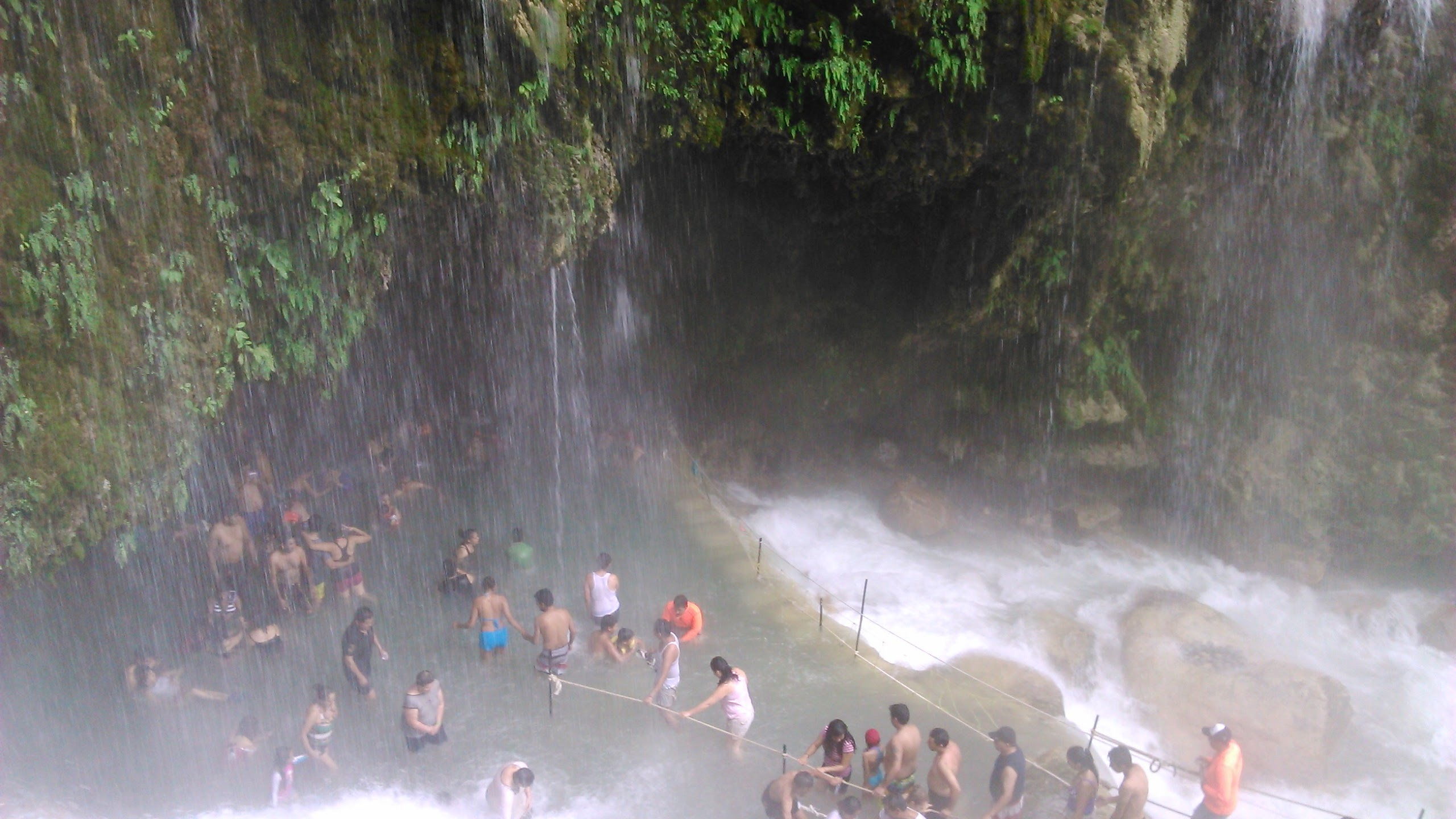
Gruta principal.

En cuanto a fisiografía se encuentra dentro de las provincia de la Sierra Madre Oriental; dentro de la subprovincia Carso Huasteco; El río alcanza de unos 1292 m s. n. m., con una pendiente de 4°a 5°; mientras que en sus laderas una de las cuevas se localiza los 1454 m s. n. m., y los cerros a las laderas fuertemente inclinadas, pueden llegar de los 1600 a los 2000 m s. n. m.
Hay dos grutas principales: la primera y más grande de la cual sale parte del caudal del río y la segunda denominada como el "túnel" por encima de ella y en la misma pared del cañón. El "túnel" se llama así debido a su forma estrecha con unos 15 metros de largo, la temperatura en el interior es similar a la de un baño de vapor. Dentro de una parte existe una depresión llena por una corriente de agua que se puede nadar.
La gruta más grande es clasificada como una cueva kárstica, la cual se debe a la erosión por la filtración del agua en las piedras calizas, que va disolviendo la roca lentamente, en un proceso que puede durar millones de años. Las primeras bóvedas llegan a medir 35 metros de profundidad, la cual va aumentando conforme se avanza, mientras la temperatura y la potencia del agua van cambiando: entre más hondo, más caliente y fuerte son, y se encuentra llena de estalactitas y estalagmitas. Al otro lado del río se encuentra la cascada "Cola de Caballo", con una altura de 150 metros. También se encuentra una poza natural de hasta 7 metros de hondo, ha esta se le denomina el "Corazón de la Gloria Tolantongo".

### Hidrografía

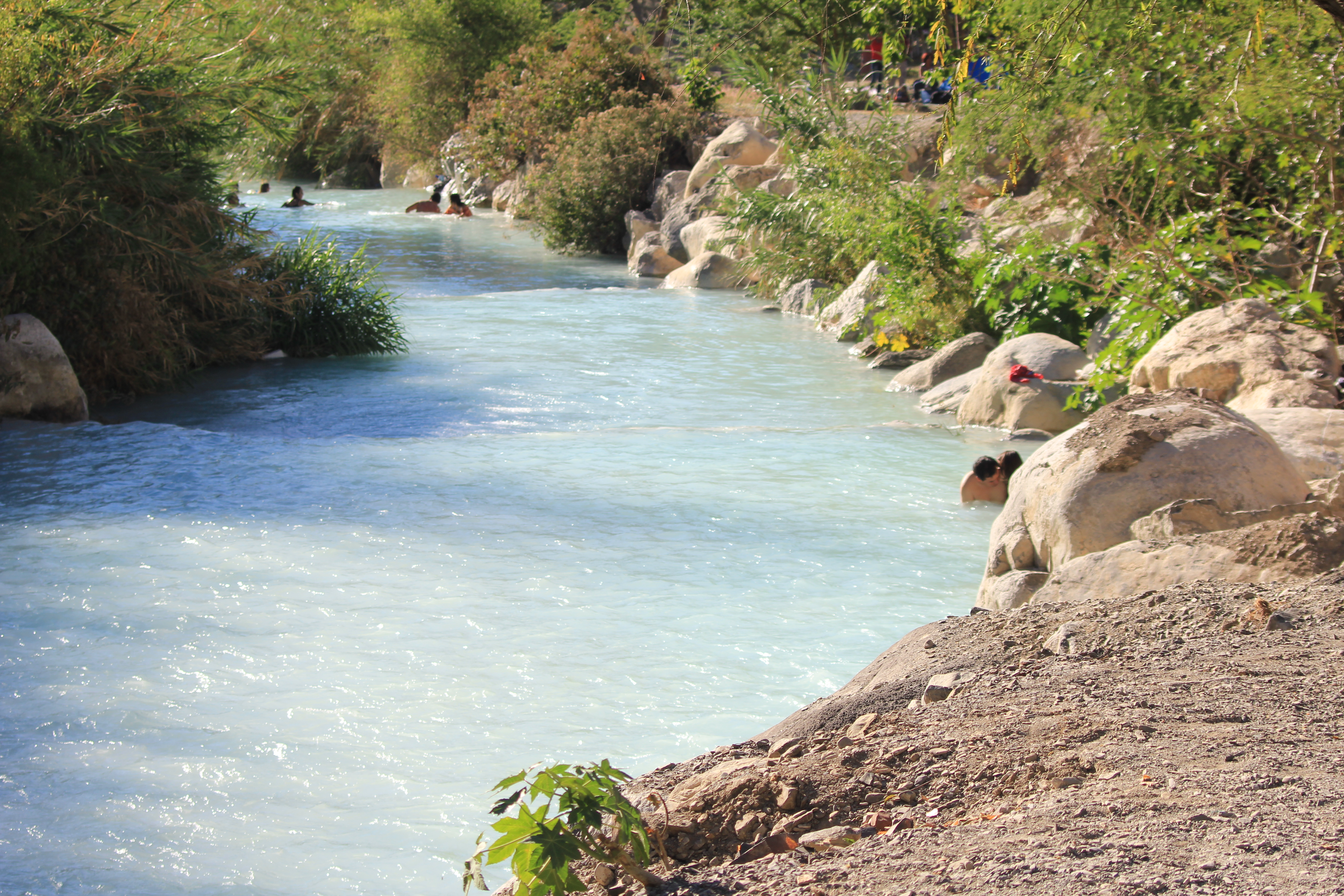
Río Tolantongo.

El agua de las grutas proviene de una compleja serie de canales dentro de la montaña que calienta el agua a alrededor de 20 °C. Gran parte de esta agua mora en nichos en el lado rocoso de la barranca, que tiene un efecto de enfriamiento. Otro factor es que el agua se mezcla con agua sin calentar, el resultado es un agua tibia en su mayoría fuera de las grutas y en el propio río. Destaca por su color azul claro como consecuencia de un alto contenido de sales minerales que recoge en su paso por la montaña.

### Flora y Fauna

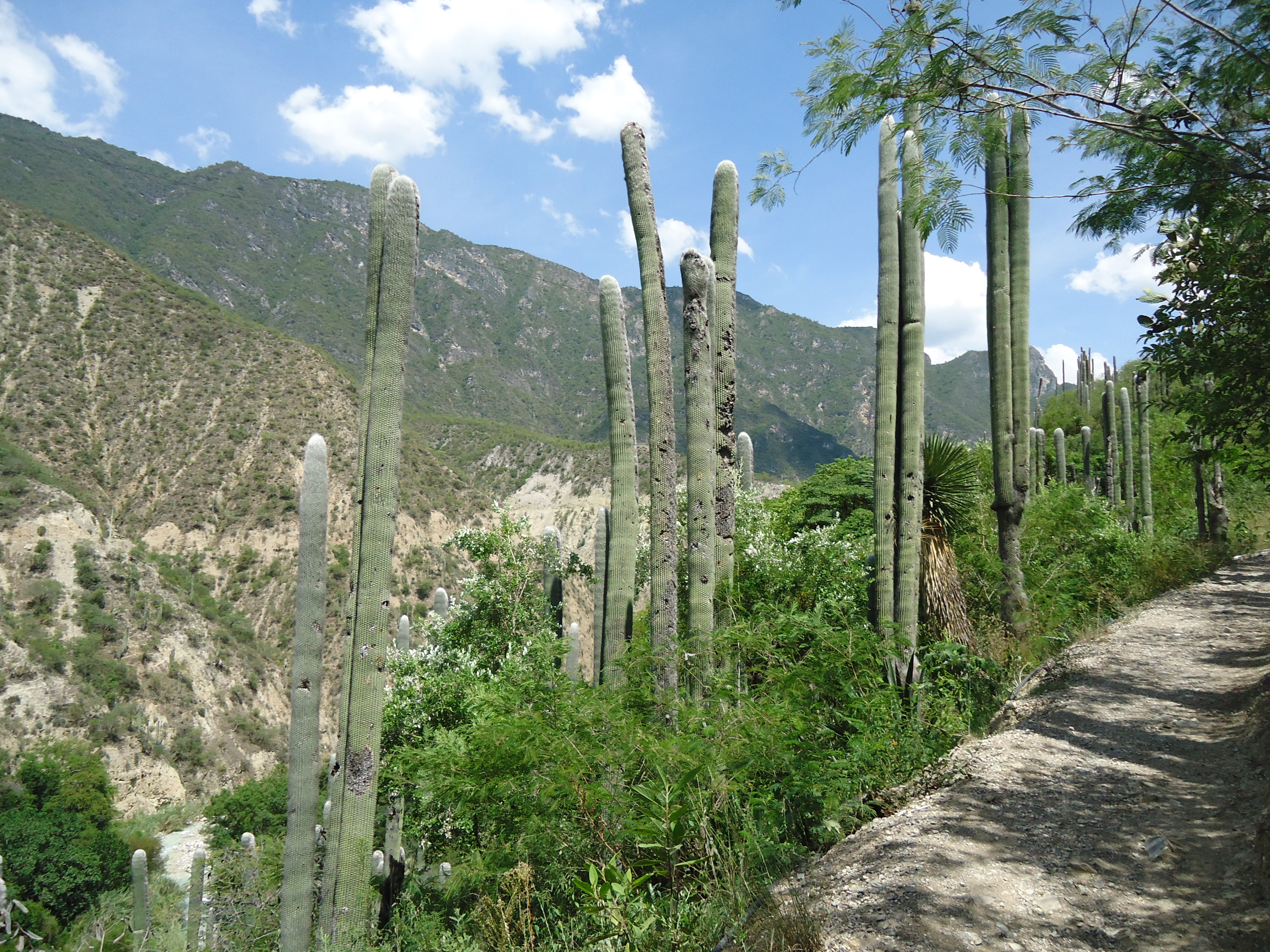
Vegetación de la Barranca de Tolantongo.

Está situado en una zona semidesértica, y tiene una gran cantidad de diversidad biológica. Entre las especies de plantas que se pueden encontrar son la yucca (Yucca spp), mezquite (Prosopis), cactus el viejito (Cephalocereus senilis), cuajiote (Bursera simaruba), nochebuenas (Euphorbia pulcherrima), así como las abundantes magueyes que se han utilizado durante siglos para hacer pulque. Los animales que se pueden ver incluyen mapaches (Procyon lotor), correcaminos (Geococcyx californianus), mofetas encapuchadas (Mephitis macroura), tejón (Nasua narica) y paloma aliblanca (Zenaida asiatica).

## Historia

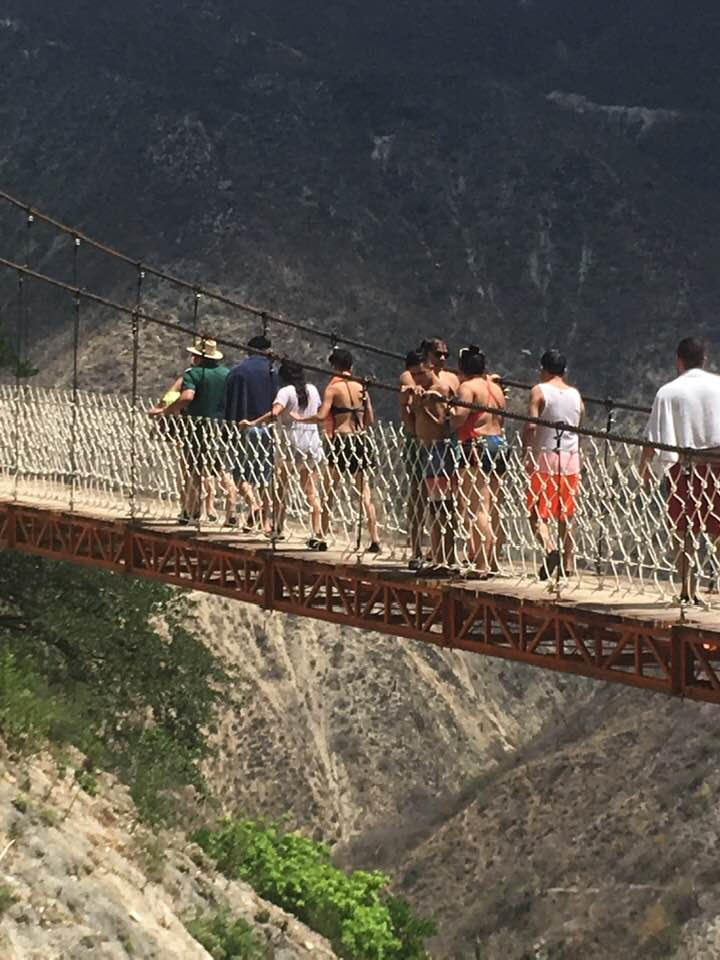
Puente colgante.

El ejido de San Cristóbal pertenece al municipio de Cardonal, nació cuando se expropió la hacienda La Florida, y se realizó el reparto en 1934, en beneficio de 85 jefes de familia que laboraban como peones en la hacienda. En 1936 solicitaron una ampliación del ejido que no les fue concedida sino hasta 1953. Son tierras de temporal escasamente productivas, la población tuvo que desempeñar otras actividades. Durante un tiempo se dedicaron a comercializar frutas de la región, más tarde incorporaron como otra fuente de ingresos la explotación de la mina de mármol que se encuentra cerca del Mogolito, uno de los barrios del centro urbano del ejido. En 1962 tramitaron una segunda ampliación del ejido.
El turismo apareció por los años 1960, los servicios turísticos comenzaron a darse de manera empírica y rudimentaria. La renta de caballos, mulas y burros para bajar la barranca fueron los primeros servicios; el posterior ofrecimiento de alimentos y espacios para acampar incentivó la llegada de más turismo. Desde un principio, se estableció una cuota, estos primeros ingresos permitieron la instalación de servicios, como regaderas y vestidores, así como andadores y escaleras provisionales para el acceso gruta.  Cuando la afluencia de visitantes fue mayor, se necesitó más personal; entonces decidieron constituirse como cooperativa ejidal. Comenzaron a organizarse formalmente en 1972 y la fundación del proyecto turístico como tal data desde 1975. En ese año concluyó el camino de terracería que conduce a las grutas, en este proyecto los ejidatarios contaron con el apoyo del Patrimonio Indígena del Valle del Mezquital. También en 1975 fue promovido por la revista "Guía México Desconocido".
En los años 1980 pudo observarse un aumento significante en turistas. En ese contexto, los ejidatarios fueron advertidos por Maurilio Muñoz Basilio, antropólogo indiguena; de los intereses externos para la explotación turística, a lo que se respondió “aquí muertos, pero no vencidos”. En 1947 una persona permutó 179 ha del ejido, donde estaba la barranca, con el fin de construir un balneario, un hotel y una planta hidroeléctrica. En el documento se indica que hubo una indemnización y que los ejidatarios manifestaron su acuerdo en una supuesta asamblea, que no se realizó. La mayoría no tuvo conocimiento hasta 1979, en 1980 ingresaron un amparo ante el Departamento Agrario y fue hasta 1987 cuando las autoridades del ejido recibieron el dictamen favorable, teniendo nuevamente el reconocimiento legal como los propietarios de las hectáreas permutadas.
En 1993, en el ejido se llevó a cabo el Programa de Certificación de Derechos Ejidales y Titulación de Solares (PROCEDE), por lo que se obtuvieron los títulos parcelarios y la posibilidad de vender las tierras, en una asamblea celebrada el mismo año se acordó no vender. En 1995 un empresario expresó a algunos ejidatarios que tenía intenciones de invertir en la barranca y trabajar de manera conjunta con ellos. Los ejidatarios llevaron a cabo una asamblea ese mismo año donde rechazaron la propuesta. En 1995, la Secretaría de Turismo (SECTUR) y de la Secretaría de Medio Ambiente, Recursos Naturales y Pesca (SEMARNAP) propusieron a los la integración de Tolantongo dentro de un Área Natural Protegida (ANP), medida que fue rechazada. De acuerdo a los mismos ejidatarios después de que objetaron el proyecto del ANP, algunos fueron citados a unas oficinas de gobierno a principios de 1996, donde se les cuestionó su negativa. Lo que causó confrontaciones entre los ejidatarios y el Gobierno del estado de Hidalgo. En 1998 la Secretaría de Hacienda y Crédito Público (SHCP) reconoció formalmente la existencia de la Sociedad Cooperativa Ejidal Grutas Tolantongo.
Hasta el año 2002, el turismo se había mantenido en Semana Santa y días feriados, pero fue incrementado considerablemente durante todo el año; esto se debe a que hay más promoción del lugar, como por ejemplo a través de su página en internet, y de que las vías de comunicación han mejorado. En 2004 as fuertes lluvias provocaron el deslavamiento de una parte de las grutas, y atrapó a cuatro trabajadores, quienes minutos después fueron rescatados con lesiones leves. Fue hasta 2007 cuando se reanudaron las relaciones entre gobierno y la sociedad cooperativa.

## Complejos turísticos

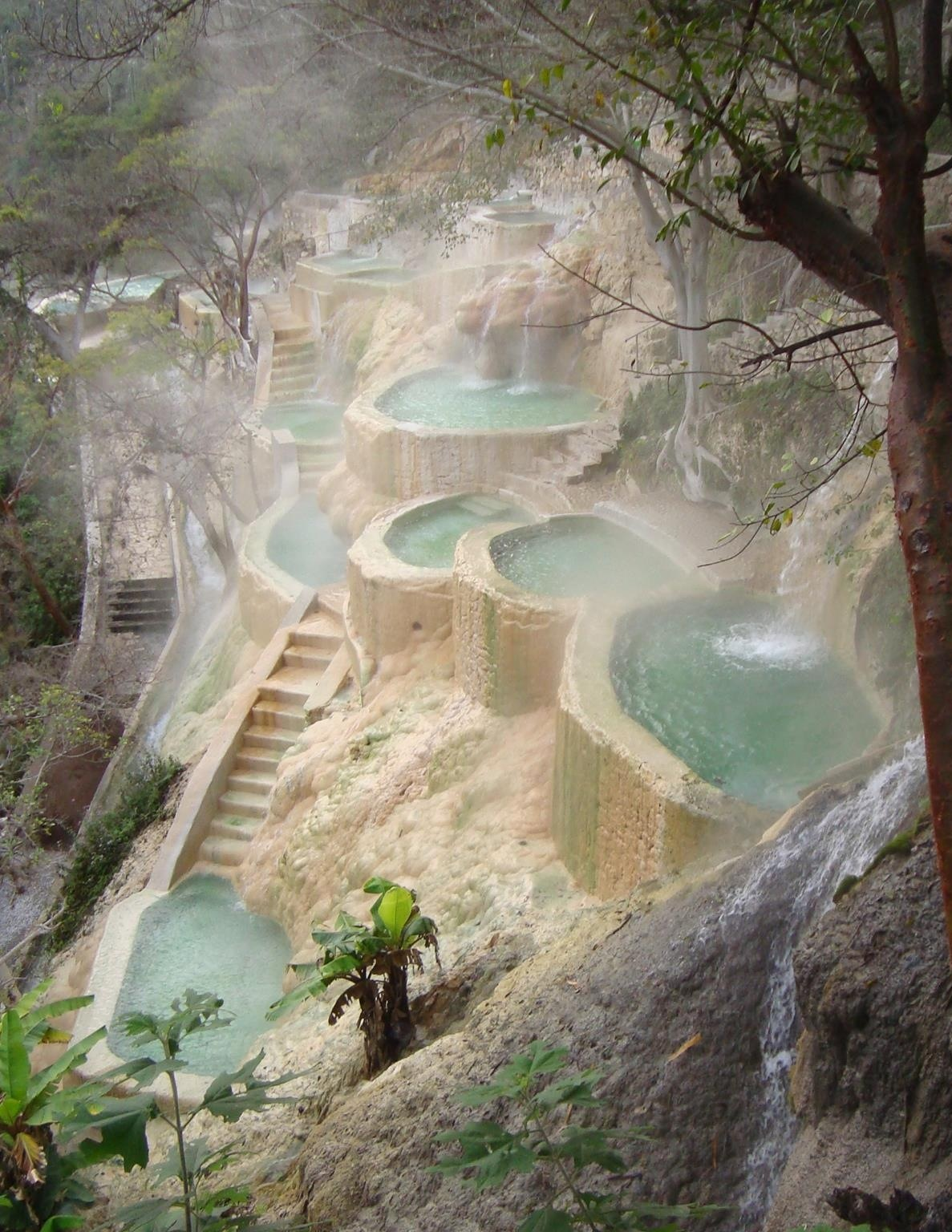
Pozas de aguas termales, de la sección "Paraíso Escondido" del parque acuático Grutas Tolantongo.

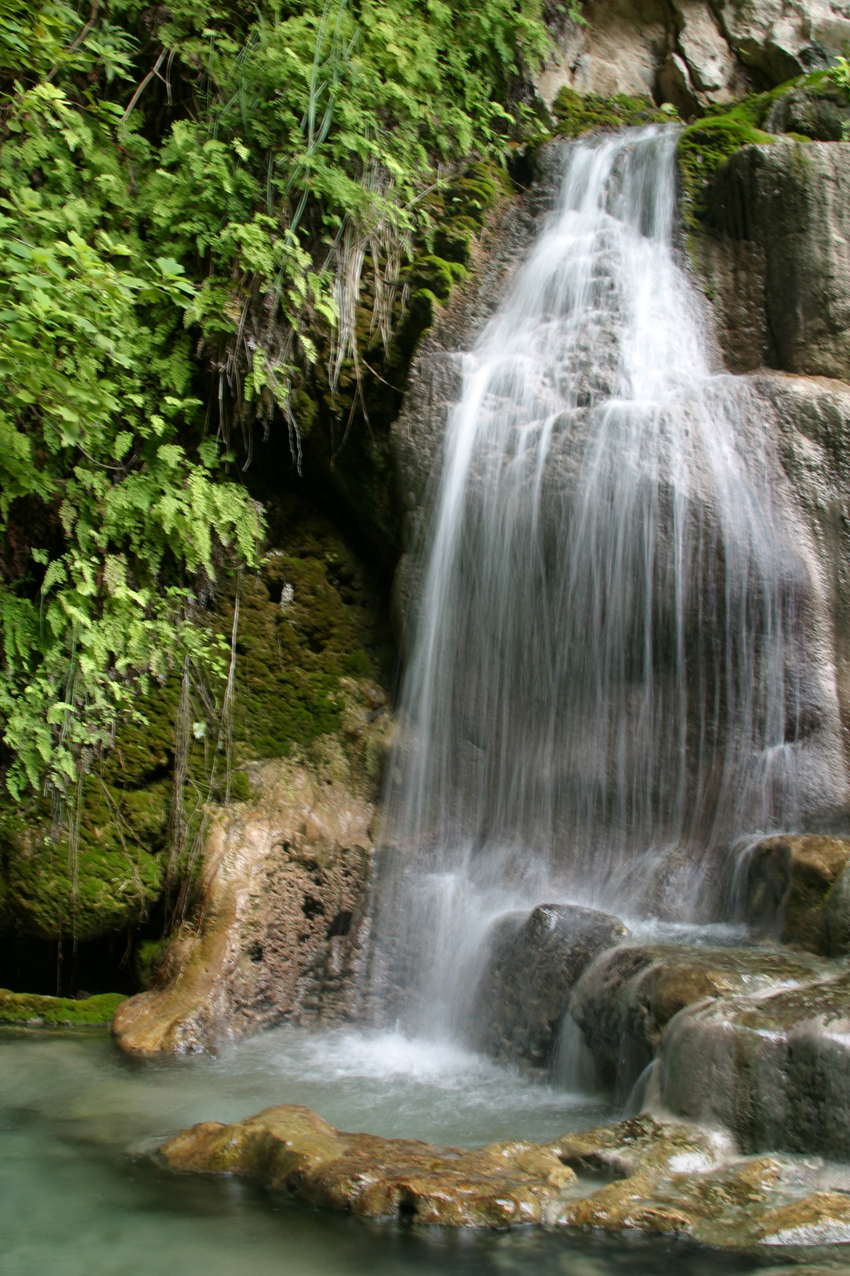
Cascada Cola de Caballo en el parque acuático La Gloria.

Dos ejidos comparten la zona, cada uno a cada lado del cañón, el ejido San Cristóbal y el ejido La Mesa ambos en el municipio de Cardonal. En el ejido La Mesa se encuentra el Parque acuático La Gloria, donde se encuentran la cascada "Cola de Caballo", y la poza "Corazón de la Gloria Tolantongo"; además de un conjunto de tres piscinas que corren por una de las paredes del cañón; en donde las temperaturas del agua van del templado al frío para terminar nuevamente con el templado, todo esto acompañado por caídas de agua de todas dimensiones. Este parque ofrece servicio de restaurante, tienda, estacionamiento, campamento, cabañas, vestidores, baños, regaderas, y tirolesa.
En el ejido San Cristóbal, se encuentra el Parque acuático Grutas Tolantongo el cual es manejado por la Sociedad Cooperativa Ejido de las Grutas de Tolantongo, dividido en dos secciones "Paraíso Escondido" y "La Gruta"; el costo de acceso permite la entrada a ambas secciones, ciertos servicios cuentan con un costo aparte. Ambas secciones ofrecen zonas de camping, vestidores, regaderas, sanitarios, tiendas, estacionamiento. Los visitantes pueden practicar senderismo, rapel y espeleología. En la sección "Paraíso Escondido", se encuentran 40 pozas con aguas termales, alberca con tobogán, el denominado túnel paraíso, puente colgante, tirolesa, restaurantes y un hotel. El hotel de esta sección también ofrece cabañas para rentar. La tirolesa permite recorrer hasta 1890 metros. En la sección "La Gruta", se encuentra la gruta principal, los túneles dentro de las grutas, el río de agua termal, tres albercas, un chapoteadero, restaurantes y tres hoteles.
Según la información del Registro Agrario Nacional, el ejido San Cristóbal tiene una superficie total de 4365.3 ha. De estas, 431.1 son tierras parceladas, 29.5 son asentamientos humanos, 3889.4 son de uso común y 15.1 son de reserva. Cada ejidatario posee en promedio cuatro hectáreas de temporal y media hectárea de riego.